# Linia kolejowa Kubinka – Park Patriot
Linia kolejowa Kubinka – Park Patriot – linia kolejowa w Rosji łącząca stację Kubinka I ze ślepym przystankiem Park Patriot. Zarządzana jest przez region moskiewsko-smoleński Kolei Moskiewskiej, wchodzącej w skład Kolei Rosyjskich. 
Linia położona jest w obwodzie moskiewskim. Na całej długości jest jednotorowa. Zelektryfikowana tylko na odcinku pokrywającym się z przebiegiem Wielkiego Pierścienia Kolei Moskiewskiej.
Linia zapewnia połączenie z Parkiem Patriot. Nie jest użytkowana w ruchu codziennym. Składy pasażerskie dojeżdżają tylko podczas dużych imprez organizowanych w Parku Patriot.

## Historia
Linia została otwarta 16 czerwca 2015 z okazji Międzynarodowego Forum Wojskowo-Technicznego Armija-2015.